# Twiste (Oste)
Der Twiste ist ein 15 km langer Bach in den Samtgemeinden Selsingen und Zeven im Landkreis Rotenburg (Wümme) in Niedersachsen, die von rechts und Nordosten in die Oste mündet.

## Name
Der Bach erscheint in den schriftlichen mittelalterlichen Aufzeichnungen als Quistinam. Der Name leitet sich wohl vom mittelniederdeutschen Wort twist „Zweig“ im Sinne von „Flussarm“ ab.

## Geographie

### Verlauf
Die Twiste entsteht aus einem Grabensystem, das das Hammoor entwässert. Das Hammoor liegt auf dem Gebiet der Gemeinde Ahlerstedt im Dreieck der Orte Oersdorf, Wohlerst und Winderswohlde und hat über das Grabensystem auch einen Abfluss in die Aue direkt zur Unterelbe. Von dort aus fließt sie teilweise begradigt nach Südwesten und zwar im wahren Sinne des Wortes als Moor- und Wiesenfluss, denn direkt am Gewässer liegt nur die kleine Ansiedlung Twistenbostel. Etwa 1 km östlich von Godenstedt direkt auf der Gemeindegrenze zwischen Zeven und Seedorf (bei Zeven) mündet sie in die Oste. Der gesamte Flusslauf befindet sich auf dem Gebiet der Samtgemeinden Selsingen und Zeven.

## Zustand
Die Twiste ist im gesamten Verlauf mäßig belastet (Güteklasse II).

## Befahrungsregeln
Zum Schutz, dem Erhalt und der Verbesserung der Fließgewässer als Lebensraum für wild lebende Tiere und Pflanzen erließ der Landkreis Rotenburg (Wümme) 2015 eine Verordnung für sämtliche Fließgewässer. Seitdem ist das Befahren des Flusses von der Quelle bis zur Mündung ganzjährig verboten.